# کابین خلبان (رمان)
کابین خلبان(انگلیسی: Cockpit) یا اتاقک خلبان رمانی است از یرژی کوشینسکی داستان‌نویس لهستانی-آمریکایی یهودی‌تبار که در سال ۱۹۷۵ انتشار یافت، داستان در قالب اول شخص و توصیف یک سفر از طریق جهان وحشتناک است که به واسطه وحشیگری گرفته تا کابوس، بی عدالتی، ظلم و ستم و بی معنائی که در نتیجهٔ آن کرامت انسانی از دست می‌رود، این کتاب بیشتر در قالب یک داستان جاسوسی فانتزی و هیجان انگیز است

## طرح کلی قصه
تاردن «Tarden» شخصیت اصلی و قهرمان کتاب به عنوان عامل سابق آژانس امنیت، تمام مدارک و پرونده‌های بایگانی دربارهٔ خودش را حذف کرده و فراری است، در تصورات خودش فکر می‌کند به عنوان یک خلبان و نشستن در اتاقک خلبان یک هواپیمای خصوصی می‌تواند به مناطق (به زعم خودش:افراد بد و مجرم) دیگر حمله کند و با استفاده از کنترلی که در کابین اختصاصی خودش دارد آنها را مورد هجمه قرار دهد، او برخی از قهرمانان دنیای جاسوسی را در ذهن می‌پرورانَد و به عنوان مأمور مخفی در خودش متجلّی می‌سازد، تاردن در تخیلاتش مثل یک سوپر من است در عین حال مانند هر انسان دیگر او نگران درد و مرگ می‌باشد به همین دلیل از مبارزه و درگیری فیزیکی اجتناب می‌کند، قهرمان کتاب احساس می‌کند که برای زنده ماندن، مثل یک ناظر زیرک، باید در بازی خودش سایر افراد را شکست دهد به همین دلیل به جزئیات زندگی مردم مثل گرفتن عکس، نگه داشتن پرونده‌ها و ذخیره‌سازی اطلاعت در ذهن خودش متکی است.